# Kiêu Ngựa
Kiêu Ngựa là tên gọi chung cho một hệ thống san hô ngầm ("bãi") và một rạn san hô vòng ("đá") thuộc hệ thống san hô ngầm đó. Cả hai thực thể đều thuộc cụm An Bang (cụm Thám Hiểm) của quần đảo Trường Sa. Bãi Kiêu Ngựa nằm cách bãi Thám Hiểm 10 hải lý (18,5 km) về phía tây nam còn đá Kiêu Ngựa nằm ở cực tây nam của bãi Kiêu Ngựa.
Tên gọi:

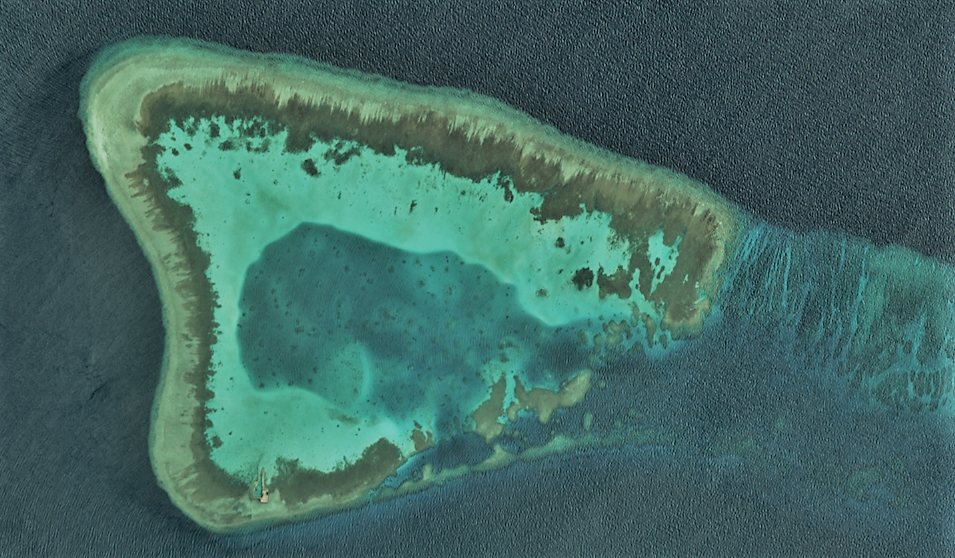
Hình vệ tinh chụp đá Kiêu Ngựa

- Bãi Kiêu Ngựa: tiếng Anh: Ardasier Bank; tiếng Mã Lai: Permatang Ubi; tiếng Trung: 安渡滩; bính âm: Āndù tān; Hán-Việt: An Độ than.
- Đá Kiêu Ngựa: tiếng Anh: Ardasier Reef; tiếng Mã Lai: Terumbu Ubi; tiếng Trung: 光星仔礁; bính âm: Guāngxīngzǐ jiāo; Hán-Việt: Quang Tinh Tử tiêu; Tiếng Filipino: Antonio Luna.

Bãi Kiêu Ngựa là đối tượng tranh chấp giữa Việt Nam, Đài Loan, Malaysia, Philippines và Trung Quốc. Malaysia kiểm soát đá Kiêu Ngựa từ năm 1986 đến nay và hải quân nước này đồn trú trên một tiền đồn gọi là Trạm Uniform.

## Đặc điểm

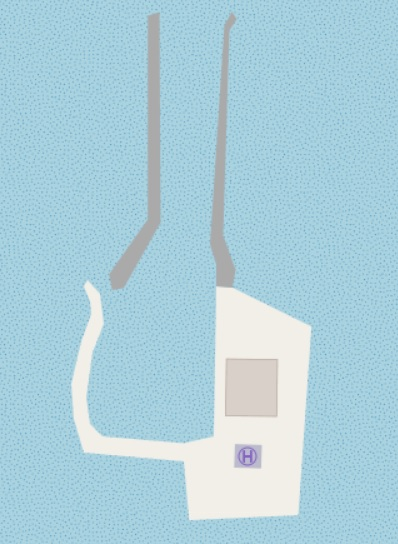
Trạm Uniform trên đá Kiêu Ngựa

Bãi Kiêu Ngựa được hợp thành từ 30 rạn san hô khác nhau, nằm theo trục đông bắc-tây nam với chiều dài là 38 hải lý (70,4 km) và chiều rộng tối đa là 10 hải lý (18,5 km). Tổng diện tích của bãi lên đến 850 km².
Đá Kiêu Ngựa (7°37′7″B 113°56′33″Đ / 7,61861°B 113,9425°Đ): là một trong số 30 rạn san hô ("đá") thuộc bãi Kiêu Ngựa và là thực thể duy nhất nổi lên khi thủy triều xuống. Đá này là một rạn san hô vòng có dạng một tam giác cân với diện tích đạt 8 km².

## Lịch sử
Tháng 9 năm 1983, Malaysia chính thức tuyên bố quyết định chiếm bãi ngầm James, đá Hoa Lau, bãi Kiêu Ngựa, đá Kỳ Vân và xem chúng là một phần của "vùng kinh tế biển" theo cách gọi của nước này.
Tháng 11 (hay tháng 12) năm 1986, hai mươi binh sĩ Malaysia đổ bộ chiếm đá Kiêu Ngựa. Hải quân nước này xây dựng một tiền đồn có tên là Trạm Uniform trên đá Kiêu Ngựa.